# Introspective
Introspective (с англ. — «Интроспективный») — третий студийный альбом британской поп-группы Pet Shop Boys, вышедший в 1988 году. В чарте Великобритании он занял второе место.
В 2001 году вышло издание альбома на двух дисках под названием Introspective / Further Listening 1988—1989.

## Обзор
Introspective сделан в стиле альбома ремиксов, хотя все песни были новыми (за исключением двух композиций: «Always on My Mind», дебютировавшей в августе 1987 года на передаче MTV, посвящённой 10-летию со дня смерти Элвиса Пресли, и вышедшей синглом в конце того же года и «I Want a Dog», которая была бисайдом к синглу «Rent»). В это же время музыканты приняли участие в съёмках художественного фильма «It Couldn’t Happen Here». После этого в карьере Pet Shop Boys наступил полуторагодичный перерыв.

## Список композиций
1. «Left to My Own Devices» — 8:16
2. «I Want a Dog» — 6:15
3. «Domino Dancing» — 7:40
4. «I’m Not Scared» — 7:23
5. «Always on My Mind / In My House» — 9:05
6. «It’s Alright» — 9:24

## Высшие позиции в хит-парадах
| Страна         | Место |
| -------------- | ----- |
| Великобритания | 2     |
| Германия       | 2     |
| Швейцария      | 2     |
| Швеция         | 5     |
| США            | 34    |